# Tawqi'
Le tawqiʿ (en arabe : التوقيع, al-tawqīʿ) est un des styles d'écriture de l'alphabet arabe.

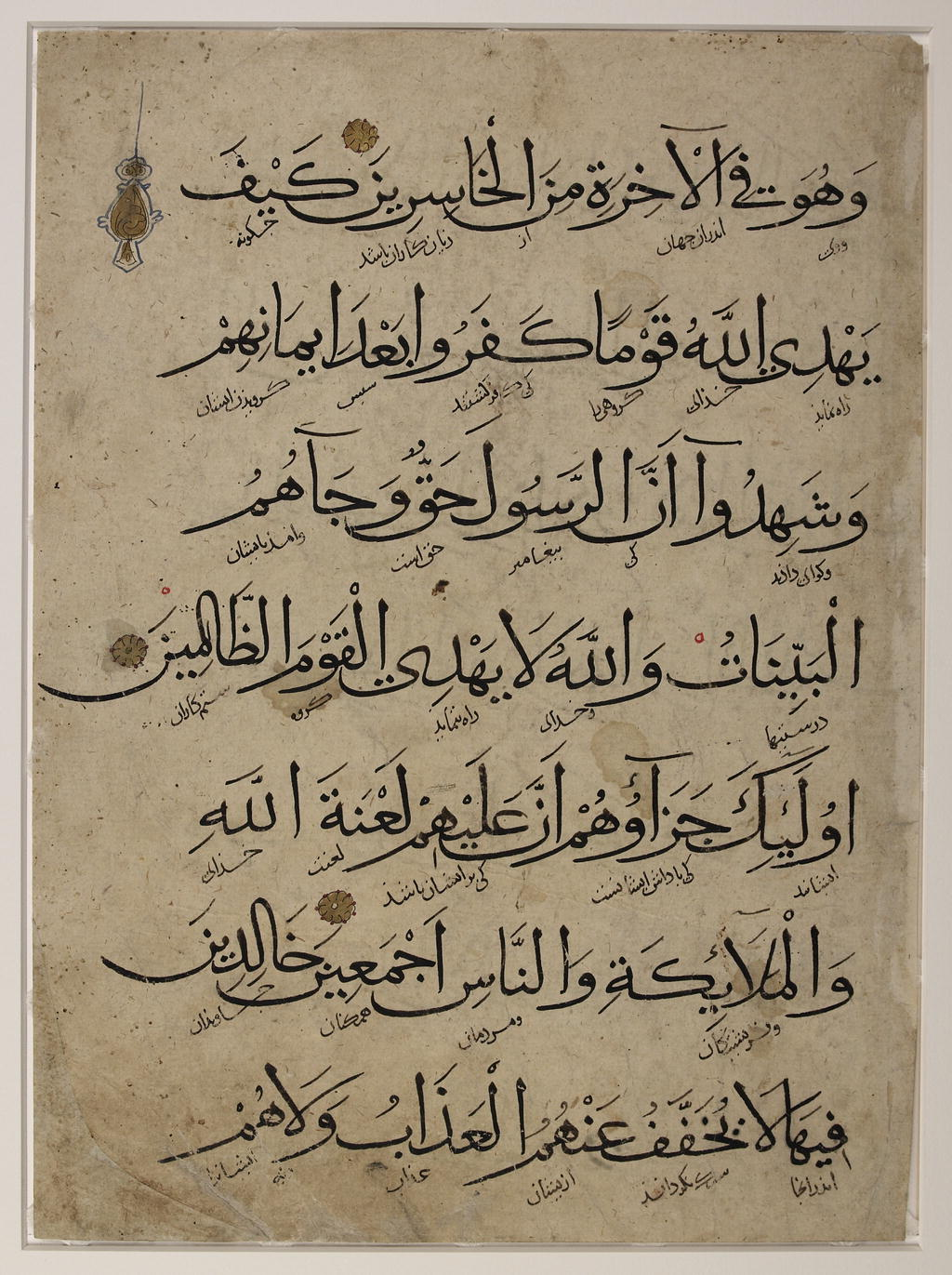
Un manuscrit du Coran écrit en style tawqi'.

C'est une combinaison des styles thuluth et naskh.